# Andreas Rozelius
Andreas Rozelius, född 1635 i Torpa församling, Östergötland, död 16 april 1681 i Gistads församling, Östergötlands län, var en svensk präst.

## Biografi
Andreas Rozelius föddes 1635 på Rosebo i Torpa församling. Han var son till bonden Elf Nilsson. Hans far blev senare nämndeman och flyttade 1648 till Idebo i Malexanders socken. Rozelius blev 31 oktober 1658 student vid Uppsala universitet och blev 1660 kollega vid Linköpings trivialskola. Han prästvigdes 22 december 1663 och blev 1665 komminister i Kisa församling. Rozelius blev 1670 vikariernande pastor i Gistads församling och 6 april 1674 kyrkoherde i församlingen. Han avled 1681 i Gistads församling och begravdes 15 juni samma år.

### Familj
Rozelius gifte sig 1664 med Brita Wennerstedt (död 1724). Hon var dotter till kyrkoherden Nicolans Laurentii och Eva Larsdotter i Gistads församling. De fick tillsammans barnen Agneta Rozelius (1665–1698) som var gift med kvartermästaren Nils Andersson Arenbäck i Törnevalla socken, Christina Rozelius (död 1749), Eva Rozelius, militären Andreas Rozelius, Brita Rozelius (född 1677), Catharina Rozelius (född 1679) och militären Jonas Rozelius (född 1681). Efter Andreas Rozelius död gifte Brita Wennerstedt om sig med fältpredikanten J. Waldelius vid Östgöta kavalleriregemente.